# Sabatino Rosselli
Pour les articles homonymes, voir Rosselli.
Sabatino Rosselli dit Nello Rosselli, né le 20 novembre 1900 à Rome et mort le 9 juin 1937 à Bagnoles-de-l'Orne, est une personnalité italienne antifasciste. Il a été assassiné avec son frère Carlo par des cagoulards sur ordre probable de Benito Mussolini.

## Biographie
Avec ses frères Carlo et Aldo (ce dernier mort pendant la Première Guerre mondiale) ils sont les fils de Giuseppe Emanuele et d'Amelia Pincherle, et appartiennent à une famille de la bourgeoisie aisée juive.
Dès leur installation à Florence ils entrent en contact  avec les milieux culturels les plus vifs et ouverts de la ville.
À son initiative en 1917 à Florence, il crée, le journal pour étudiants Noi giovani, dans lequel son frère Carlo commence à écrire ses articles politiques.
En 1920, avec d'autres jeunes parmi lesquels son frère, Piero Calamandrei, Alfredo et Nello Niccoli, il crée le Circolo di Cultura qui sera interdit en 1925, lieu de libre débat et de recherche sous le haut patronage de Gaetano Salvemini .
Le 3 juin 1927, il est arrêté et condamné par 5 ans d'exil à Ustica, et relâché en 1928, considéré comme peu dangereux pour le régime.
Toutefois pendant l'été 1929, après l'évasion de son frère Carlo de Lipari, il est de nouveau arrêté et condamné à 5 ans d'exil  à Ustica et à Ponza.
Au cours de ces années, il tire l'inspiration pour ses plus belles pages de Carlo Pisacane nel Risorgimento italiano publié en  1932.
Il reprend ses études, obtient son passeport en 1937 pour poursuivre ses recherches à l'étranger.

## Assassinat
Il participe à la guerre d'Espagne, où il contracte une phlébite. Il part soigner celle-ci en juin 1937  à Bagnoles-de-l'Orne, où il séjourne avec son frère Carlo pour une cure thermale. Le 9 juin, les deux frères sont tués par des cagoulards, certainement sur ordre de Mussolini.
Le procès s'est tenu à Paris en octobre 1948. Les assassins formaient un commando de neuf militants :
- Jean Filiol, condamné à mort par contumace, puisqu'ayant fui en Espagne après la Seconde Guerre mondiale. ;
- Fernand Jakubiez, un des deux tueurs avec Filiol, condamné aux travaux forcés à perpétuité ;
- Robert Puireux ;
- François Baillet ;
- Alice Lamy, épouse de Jean Filiol ;
- Jacques Fauran ;
- Aristide Corre ;
- Louis Huguet ;
- Jean-Marie Bouvyer.

Sabatino Rosselli est inhumé au cimetière du Père-Lachaise (94e division).
Arrêté en 1944 à Rome, l'agent secret Santo Emanuele admet sa culpabilité dans le double assassinat. Il est condamné en mars 1945 à la réclusion à perpétuité, mais acquitté en appel, en 1949, faute de preuves suffisantes.

## Postérité
En 1946, la société d'édition Einaudi publie le recueil Saggi sul Risorgimento italiano e altri scritti  qui comprend même ses écrits mineurs.
Une exposition  lui a été consacrée à la Sala d'Armi du Palazzo Vecchio  au printemps 1990.